# Pluma (hidrodinámica)

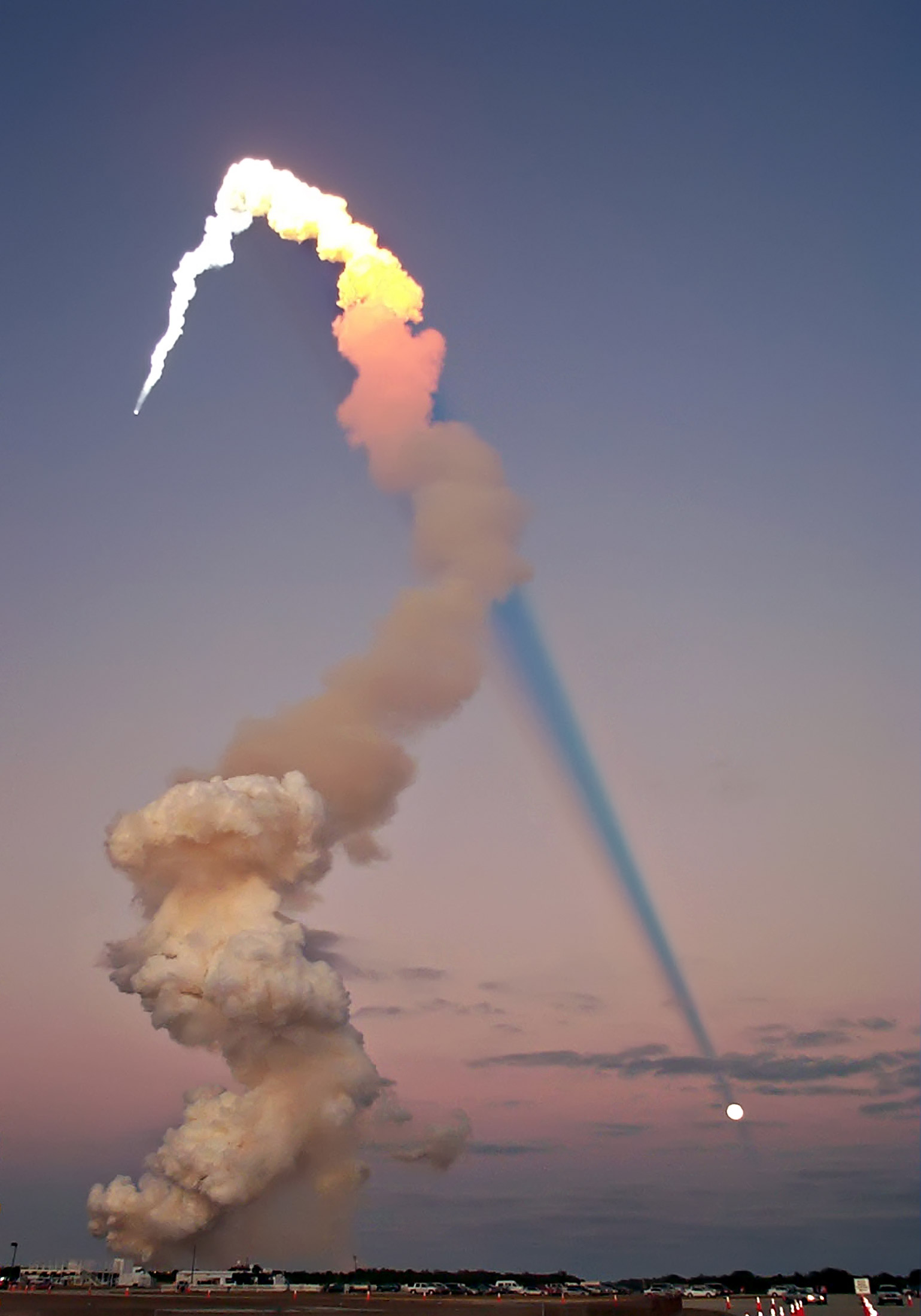
Pluma del Transbordador espacial Atlantis después de su lanzamiento.

En hidrodinámica, una pluma es una columna de un fluido moviéndose a través de otro. Varios efectos controlan el movimiento del fluido, incluyendo la cantidad de movimiento (inercia), la difusión y la flotabilidad (diferencias de densidad). Los vuelos y las plumas definen los flujos que son impulsados enteramente por los efectos de impulso y flotabilidad, respectivamente. Los flujos entre estos dos límites son usualmente descritos como penachos de los aviones. "la flotabilidad es definida como positiva" cuando es ausencia de otras fuerzas o movimiento iniciales, el fluido entero tiende a aumentar. En las situaciones en las que la densidad del fluido del penacho es mayor que su entorno (en ciertas condiciones su tendencia natural es a hundirse), pero el fluido tiene el suficiente impulso inicial para llevar a cabo una subida vertical inicial, que se describe como flotación negativa.

## Movimiento
Usualmente, como una pluma se mueve lejos de su fuente, se ensancha por el arrastre de los fluidos alrededor de los bordes. Las formas de la pluma pueden ser influenciadas por el flujo en el ambiente del fluido (por ejemplo, si el viento local sopla en alguna dirección como resultado la pluma resulta en un coflujo a chorro). Esto usualmente causa que la pluma que ha sido inicialmente de flotabilidad dominante cambie a momento dominante (esta transición es usualmente precedida por un número dimensional llamado el número de Richardson).

### Crecimiento y detección
Un fenómeno de importancia adicional es si la pluma es de flujo laminar o turbulento. Usualmente hay una transición de laminar a turbulento en los movimientos de la pluma lejos de su fuente. El fenómeno se puede ver claramente en la columna ascendente del humo de un cigarrillo. Cuando la alta precisión es requerida, la dinámica de fluidos computacional (DFC) es empleada para simular las plumas, pero los resultados son sensibles a las turbulencias. La DFC es a menudo obligatoria para las plumas de los cohetes, donde los componentes de la fase de condensación pueden estar presentes además de los componentes gaseosos. Estos tipos de simulaciones son bastante complejos, incluyendo el post quemado y la radiación térmica, y (por ejemplo) el lanzamiento de misiles balísticos han sido detectados al encontrar plumas de misiles calientes. Igualmente, los administradores de las naves espaciales suelen preocuparse por la posición de los sistemas de propulsión de las plumas y el choque de estos con los subsistemas cono los paneles solares y los rastreadores de estrellas.
Otro fenómeno que puede ser observado claramente en el flujo de humo de un cigarrillo es el borde de ataque el flujo, o el inicio de la pluma, que a menudo se aproxima a la forma de un vórtice de anillo (anillo de humo).

## Tipos
Los agentes contaminantes liberados en el suelo, pueden filtrarse a las aguas subterráneas, llevando a una contaminación de estas. El cuerpo resultante de la polución de agua dentro de un acuífero es llamado una pluma, con los bordes que migran llamados frentes de pluma. Las plumas son usadas para localizar, mapear y medir la contaminación del agua dentro de los acuíferos totales de un cuerpo de agua, una pluma sirve para determinar la dirección y velocidad en la que se despliega la contaminación.
Las plumas son consideradas de importancia en el modelado de dispersión atmosférica y la contaminación del aire. Un trabajo clásico del tema de las plumas y la polución del aire es el de Gary Briggs.
Una pluma térmica es aquella generada cuando el gas se sobrepone a una fuente de calor. El gas asciende a causa de la expansión térmica que hace al gas caliente menos denso que el gas frío que lo rodea.

## Modelado simple de la pluma
Todos los modelos simples permiten muchas propiedades del desarrollo completo de las plumas turbulentas que se investiguen.
1. En general es suficiente con asumir que la presión del gradiente está colocada en un gradiente fuera de la pluma (esta aproximación es similar a la aproximación usual de Boussinesq).
2. La distribución de la densidad y velocidad dentro de la pluma es modelada como una simple distribución gaussiana o es asumida como una pluma uniforme (el llamado modelo de sombrero de copa).
3. La velocidad de arrastre de la pluma es proporcional a la velocidad local. Aunque inicialmente se pensaba que era una constante, trabajos recientes han demostrado que el coeficiente de arrastre varia con el número local de Richardson. Los valores típicos del coeficiente de arrastre se encuentran entre los 0.08 para vuelos verticales y los 0.12 para plumas flotantes verticales; las plumas flotantes que se tuercen por encima toman un coeficiente de aproximadamente 0.6.
4. Las ecuaciones de conservación de la masa (incluyendo el arrastre) y el momento y la flotabilidad del flujo son suficientes para una completa descripción del flujo en la mayoría de los casos, para una simple pluma en aumento, estas ecuaciones precisen si la pluma se empleara en un medio ángulo constante de aproximadamente 6 a 15 grados.[7][8]

## Galería
|                                                     |
| Plumas de polución de aire de fuentes industriales. |

|                                                         |
| Una explosión nuclear que ha generado una pluma térmica |